# 布里韋加戰役
布里韋加戰役發生於1710年12月8日，是西班牙王位繼承戰爭的一場戰役，詹姆斯·斯坦霍普的大不列顛王國軍隊在前往巴塞隆納時，遭到法國旺多姆公爵的法西聯軍襲擊，詹姆斯·斯坦霍普的軍隊全軍覆沒。
而在戰役結束後，旺多姆公爵就得知聯軍正在前往支援，比利亞維西奧薩戰役隨之爆發。

## 註腳
1. 1 2  伏爾泰 1751，第291頁.